# Andrej Ivanovič Željabov
Andrej Ivanovič Željabov, in russo Андрей Иванович Желябов? (Nikolaevka, 29 agosto 1851 – San Pietroburgo, 15 aprile 1881), è stato un rivoluzionario russo, membro del Comitato esecutivo di Narodnaja Volja.

## Biografia

### La prima giovinezza

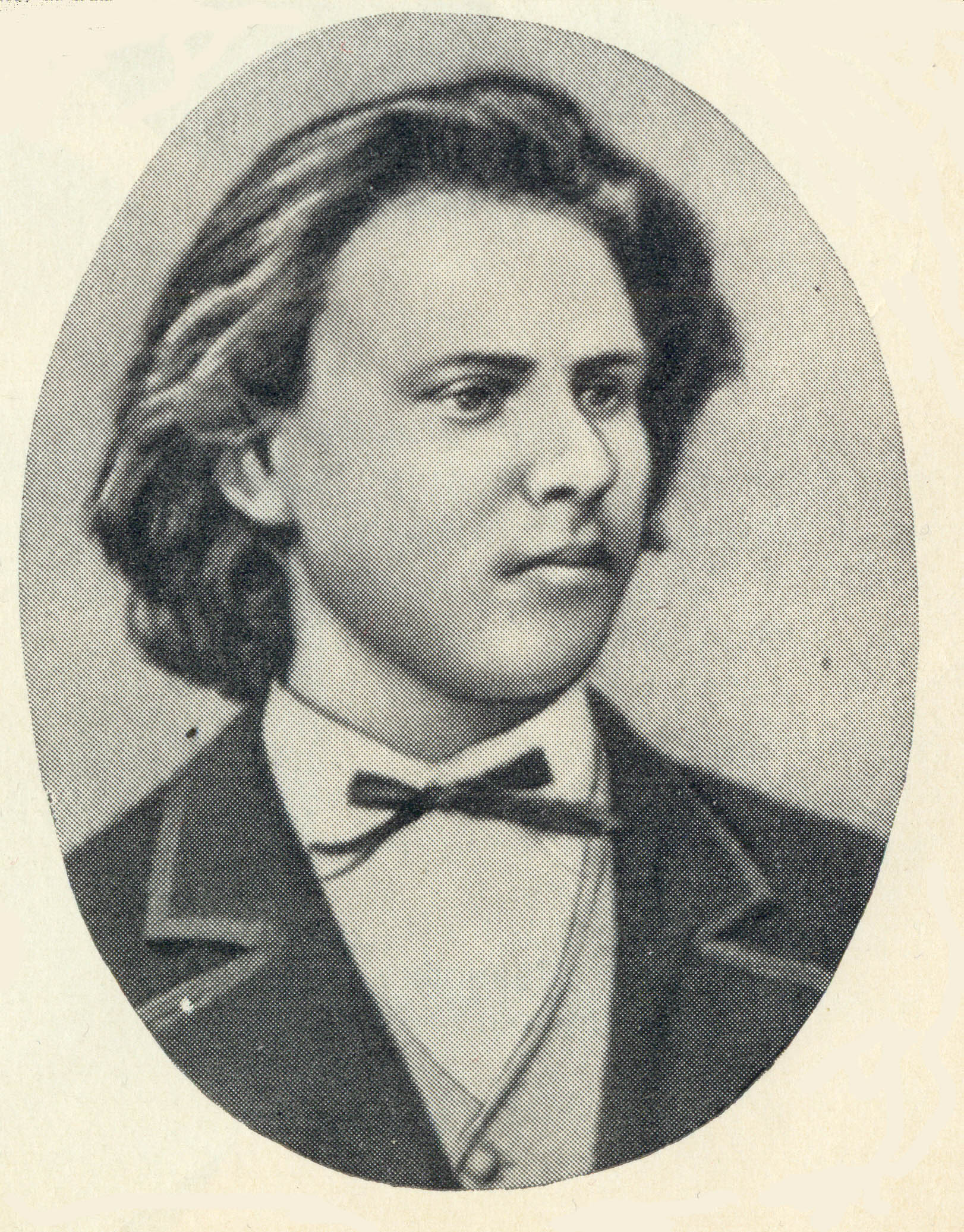
Željabov a vent'anni

Il padre di Andrej, Ivan Željabov, originario di Sultanovka, era un servo della gleba, fattore della tenuta del proprietario terriero Nelidov a Nikolaevka, un villaggio presso Feodosija, in Crimea. La madre, Varvara Frolov, prima di sposarsi era stata serva di Lorencov, proprietario di una tenuta a Kaška-Čerkak. Ivan Željabov diede a Nelidov i 500 rubli necessari per comprare Varvara dai Lorencov e la sposò. Quando nacque Andrej, a Kaška-Čerkak vivevano ancora i nonni materni, Gavrila e Akulina Frolov, e presso di loro Andrej Željabov passò gran parte della sua infanzia: qui imparò a leggere e qui vide le violenze e le prepotenze sui servi.
Il padrone Nelidov gli fece frequentare la scuola parrocchiale e poi quella distrettuale di Kerč', quando era venuta l'emancipazione dalla servitù. Ebbe per compagno di scuola Michail Trigoni, quando questi dovette trasferirsi da Simferopol a Kerč. Nel ginnasio di Kerč Željabov si diplomò con la medaglia d'argento il 16 giugno 1869 e poté iscriversi alla facoltà di giurisprudenza dell'Università Novorossijskij di Odessa godendo per due anni di una borsa di studio. Senza trascurare gli studi, partecipò attivamente alla vita dei circoli universitari, rendendosi popolare tra gli altri studenti e organizzando una casa di accoglienza per studenti fuori sede nella quale circolavano libri illegali.
Nello stesso tempo, con altri, faceva scuola a giovani ragazze. Egli si faceva notare per il suo talento oratorio capace di trascinare gli ascoltatori con la forza della sua logica e la vivacità del suo ingegno. Si era sorpresi di scoprire che quel giovane alto, elegante, di bell'aspetto, coi capelli neri ondulati, fosse figlio di un contadino. Nelle riunioni dedicate alle questioni studentesche, egli cercava di superare «l'aspetto strettamente professionale, dando loro un'importanza generale e sociale».
Per guadagnare qualche soldo dava anche lezioni private: nell'estate del 1870 andò nella tenuta Gorki, nella provincia di Simbirsk, a insegnare ai ragazzi Musin-Puškin. Uno di loro, lo scrittore Semën Aleksandrovič, ne ricorderà le opinioni politiche radicali, la sua ammirazione per i rivoluzionari francesi - venne per questo soprannominato «Saint-Just» - i suoi giudizi letterari. Non gli piaceva Puškin, dicendo che era «troppo artista», ma conosceva a memoria le sue poesie, così come non amava Turgenev, Dostoevskij e Gončarov. «Adorava» invece Lermontov e Le anime morte di Gogol'. Tra gli stranieri, i più apprezzati erano Byron, Heine, Dickens, Thackeray, Longfellow e Spielhagen.
Il 28 ottobre 1871, nell'Università ci fu un incidente. Il professor Bogisič, un ceco, «uno di quei balcanici che la Russia accoglieva per dimostrare il proprio interessamento ai problemi dei "fratelli slavi"», durante una lezione trattò male uno studente, suscitando la protesta degli altri studenti che decisero di boicottare le sue lezioni. Il 17 novembre il Consiglio universitario, individuato Željabov come il più attivo animatore delle manifestazioni, decise la sua sospensione per un anno dall'Università. Lasciata Odessa il 24 novembre, al porto fu salutato da centinaia di giovani.

### Nel movimento populista

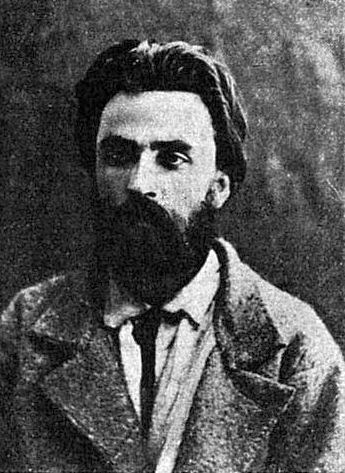
Debogorič-Mokrievič

Tornato dai suoi genitori a Feodosija, preparò tutti gli esami necessari per recuperare l'anno perduto, ma la sua richiesta di essere ammesso al quarto anno di corso universitario, pur approvata dal Consiglio dell'Università, fu respinta dal Ministero dell'Istruzione. Željabov decise allora di abbandonare definitivamente gli studi. Nell'autunno del 1872 andò a fare il precettore privato delle due figlie del sindaco di Gorodišče, Semën Jachnenko, un ricco proprietario liberale. La maggiore, Ol'ga, divenne qualche mese dopo sua moglie.
Andò anche a Kiev, dove ebbe contatti con un circolo di lavristi guidato da Pavel Aksel'rod, Ivan Raševskij e Grigorj Gurevič, e con la Comune bakuniniana di Debogorič-Mokrievič e Breško-Breškovskaja. Nel 1873 Željabov, stabilitosi con la moglie a Odessa, entrò a far parte del circolo illegale dei čajkovcy fondato da Volchovskij, Čarušin e Čudnovskij. Questi ultimi raccontarono delle esitazioni avute da Željabov a impegnarsi, dovute in parte a preoccupazioni familiari, in parte ai dubbi sulla reale efficacia dell'attività svolta dal gruppo. Aveva infine deciso di «passare il Rubicone». Il gruppo importava dall'estero letteratura illegale e propagandava dottrine socialiste in riunioni con studenti e operai. Il 24 settembre 1874 una perquisizione avvenuta nell'appartamento di uno di loro, Pëtr Makarevič, a seguito della denuncia di una vicina di casa, portò alla scoperta di materiale illegale e all'arresto di Makarevič. Anche Željabov fu fermato, ma rilasciato per mancanza di prove a suo carico.
Željabov fu nuovamente fermato dalla polizia il 3 novembre per il ritrovamento di una sua lettera cifrata indirizzata alla moglie di Makarevič, Anna Moiseevna, che si renderà ben nota in Italia col nome di Anna Kuliscioff. Željabov aveva ammesso di esserne l'autore, ma aveva rifiutato di fornire ulteriori spiegazioni, lasciando intendere alla polizia che si trattasse di un messaggio personale che nascondeva una relazione tra lui e la donna. In un primo momento era forse stato creduto e rilasciato su una cauzione di 2.000 rubli, pagata dal suocero, ma il successivo 12 novembre era stato ancora arrestato e rinchiuso nel carcere di Odessa con l'accusa di propaganda rivoluzionaria. In mancanza di prove, era stato ancora liberato nel marzo del 1875, dietro una cauzione di 3.000 rubli.

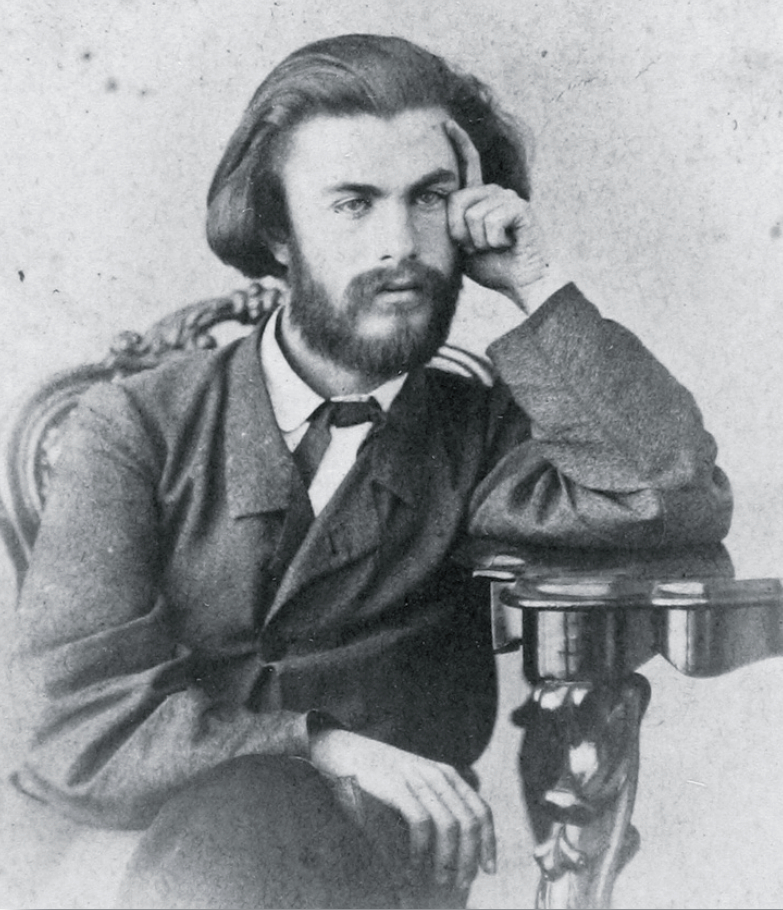
Michail Dragomanov

Dopo un periodo trascorso con i genitori a Nikolaevka, alla fine dell'anno ritornò a Odessa, dove s'inserì nella gromada creata per appoggiare gli slavi che nei Balcani erano insorti contro il dominio turco. Si trattava di raccogliere fondi e organizzare volontari che andassero a combattere, sperando che l'insurrezione balcanica fosse imitata dalle nazionalità, in particolare ucraina e polacca, che componevano l'Impero, provocando un rivolgimento di tutta la società russa.
Anni dopo Željabov scrisse al professor Dragomanov, indipendentista ucraino di idee democratiche, conosciuto a Kiev, rievocando i suoi anni di cospiratore a Odessa: «Vidi il fiorire della gromada locale, i suoi vivaci inizi. Lentamente le due correnti rivoluzionarie, russa e ucraina, s'erano andate fondendo. Non una federazione, ma l'unità sembrava vicina, quando tutto crollò. I vecchi, allettati dal vantaggio d'una situazione legale, furono lenti ad abbandonare i loro covati nidi, ottimi elementi perirono, le iniziative morirono».
Arrestato nell'estate del 1877 con l'accusa di attività rivoluzionaria, fu trasferito nella Casa di detenzione preventiva di San Pietroburgo. Tra gli imputati del processo dei 193, iniziato il 30 ottobre 1877, fu assolto. Con la moglie e il piccolo figlio Andrej si trasferì nell'estate del 1878 in una fattoria presso Braclav, lavorando alla coltivazione dei cocomeri. Alla fine dell'anno era nuovamente a Odessa. Qui, nella primavera del 1879, fu avvicinato da Frolenko, che gli spiegò che una frazione di Zemlja i Volja era intenzionata a costituire un gruppo armato e imboccare la via del terrorismo. Željabov accettò di aderire all'organizzazione, a condizione di prender parte a un solo attentato contro lo zar. Dopo, «si sarebbe considerato libero da ogni ulteriore impegno».
Secondo Frolenko, le condizioni poste da Željabov dimostravano la sua volontà di rimanere politicamente nell'ambito del populismo. Željabov teneva presente due strumenti che dovevano essere utilizzati in sintonia: la propaganda da svolgere tra gli operai e contadini, e l'aperta lotta contro il potere zarista per la conquista delle libertà politiche e civili, in vista dell'obiettivo della rivoluzione popolare. Si trovò così a Lipeck il 29 giugno 1879 a partecipare con Barannikov, Frolenko, Gol'denberg, Kolodkevič, Kvjatkovskij, Michajlov, Morozov, Ošanina, Širjaev e Tichomirov alla riunione che doveva gettare le basi del partito della Narodnaja Volja. Le successive riunioni a Voronež il 6 luglio e infine a Pietroburgo il 6 settembre posero fine all'esistenza di Zemlja i Volja.

### Con Narodnaja Volja

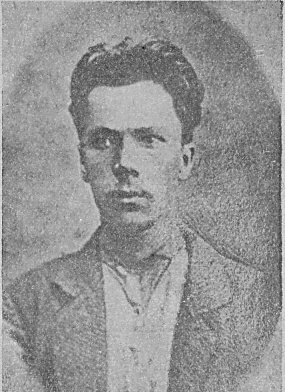
Ivan Okladskij

Divenuto membro del Comitato esecutivo di Narodnaja Volja, Željabov dovette da allora vivere in clandestinità e per questo motivo lasciò la moglie e il figlio. Si attivò nella circoli rivoluzionari del sud della Russia per acquisire nuovi aderenti all'organizzazione che il 7 settembre 1879 aveva deciso la soppressione dello zar quale principale momento di quel «colpo al centro» del potere statale che poteva produrre una rivoluzione popolare. Tenne riunioni clandestine a Simferopol', a Sebastopoli, a Char'kov e nell'ottobre del 1879 si stabilì ad Aleksandrovsk, piccolo centro della provincia di Ekaterinoslav, attraversato dalla linea ferroviaria che congiungeva la Crimea a Mosca. Vi si era presentato come Čeremisov, un mercante di Jaroslavl' intenzionato ad aprire una conceria, coadiuvato da due operai, Jakov Tichonov e Ivan Okladskij.
(Andrej Ivanovič Željabov, 1882, p. 30)
A quattro chilometri da Aleksandrovsk, coadiuvati da Presnjakov, Kibal'čič, Isaev e Teterka, scavarono sotto la massicciata della ferrovia deponendovi due cilindri di esplosivo, collegati a una batteria elettrica. Quando però, il 30 novembre, passò il treno che portava a Mosca Alessandro II e lo stesso Željabov congiunse i due fili che dovevano provocare l'esplosione, non successe nulla, sembra per un errore nel montaggio della batteria.
Željabov tornò il 5 dicembre a Pietroburgo, dove continuò a occuparsi dell'organizzazione di Narodnaja Volja e dell'individuazione dei suoi compiti. La nota sul Lavoro preparatorio del partito poneva i punti principali: la creazione di un organismo centrale militare in grado di iniziare la rivolta contro il governo, la creazione di organizzazioni provinciali che la sostenessero, la ricerca di adesioni tra gli operai, i militari, gli intellettuali e l'opinione pubblica europea. Contemporaneamente, si assunse l'incarico di sostituire Aleksandr Kvjatkovskij, arrestato l'11 dicembre, nella preparazione di un attentato all'interno stesso del Palazzo d'Inverno, la residenza dello zar.

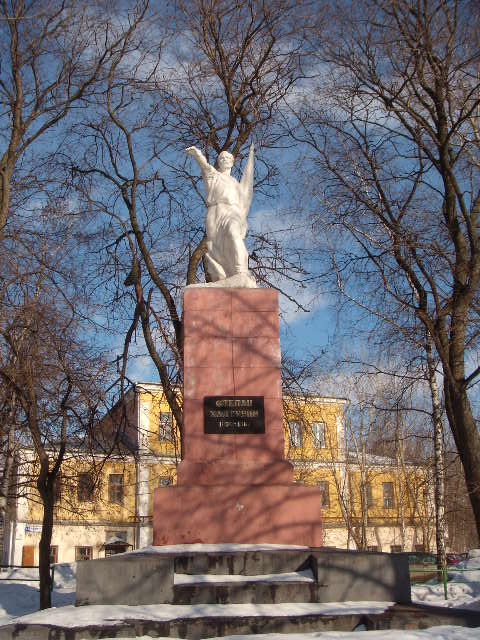
Monumento a Chalturin

Il narodovolec Stepan Chalturin era riuscito a farsi assumere come falegname per eseguire lavori di restauro all'interno del Palazzo. Dopo l'arresto di Kviatkovskij, che gli forniva l'esplosivo che egli introduceva e nascondeva nell'edificio, Željabov divenne il suo contatto esterno. Il 17 febbraio 1880 Chalturin riuscì a sistemare la dinamite sotto la volta di una sala e quella sera, con Željabov, sentì dalla piazza antistante l'esplosione che provocò il crollo del pavimento della sala nella quale però l'imperatore non era presente.
In estate organizzò con Barannikov, Isaev, Langans, Merkulov, Presnjakov e Teterka un altro attentato, disponendo il minamento del Ponte Kamennyj, a San Pietroburgo, sul quale era solito passare Alessandro II per recarsi dal Palazzo alla stazione ferroviaria. Sul fondo del canale sottostante furono collocati più di trenta chili di dinamite ma Teterka, il «tecnico» dell'operazione, per un disguido non si presentò all'appuntamento nel giorno stabilito. A seguito della successiva confessione di Merkulov, la polizia recuperò l'anno dopo la dinamite, constatando che l'esplosivo e la miccia erano ancora utilizzabili.
Continuando l'opera di proselitismo, a Pietroburgo elaborò con Ivan Kakovskij il Programma degli operai membri del partito Narodnaja Volja. Il documento esprime un programma socialista e populista: il possesso della terra e degli strumenti di lavoro deve essere comune, i lavoratori devono organizzarsi in libere comunità e dividersi i prodotti del loro lavoro, «in base alla loro deliberazione e secondo i loro bisogni». Una forma statale esisterà ancora, e sarà basata su un patto federativo di tutte le comunità, in modo che non vi sia «oppressione statale» e sia reso impossibile «il concentramento del potere nelle mani degli indegni che ora rovinano il paese in veste di governanti e funzionari».
Stabiliti il suffragio universale, la libertà di opinione, di stampa e di riunione, l'istruzione gratuita per tutti, una legislazione sul lavoro, la sostituzione dell'esercito con la milizia, il futuro governo sarebbe stato costituito da rappresentanti del popolo, «che li nominerà e revocherà, esigendo il rendiconto del loro operato». Per raggiungere tali obiettivi, occorreva lottare contro tutti coloro che «vivevano sulle spalle del popolo»: i governanti, i proprietari terrieri, i kulaki, i grandi commercianti e gli industriali. Occorreva organizzarsi in gruppi clandestini armati per giungere a un'insurrezione generale con la quale, formato un governo provvisorio, si sarebbero avviate le riforme. Il popolo avrebbe eletto i deputati dell'Assemblea costituente che avrebbero «sanzionato le conquiste popolari e fissato le leggi della federazione».

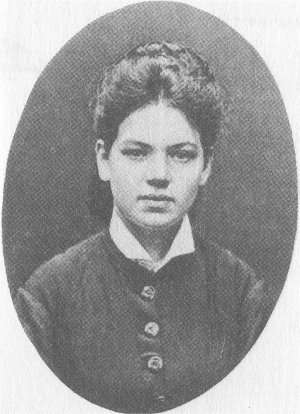
Ges'ja Gel'fman

In funzione della propaganda indirizzata agli operai fu fondata la «Rabočaja gazeta» (Gazzetta operaia), della quale Željabov fu, con Sablin e Borejša, il principale redattore. Stampata in una tipografia clandestina di Pietroburgo gestita da Teterka e da Gesja Gel'fman, ne uscirono solo due numeri, nel dicembre 1880 e nel gennaio 1881, quando fu chiusa la tipografia per impegnare tutte le forze nella preparazione dell'ultimo attentato allo zar. Željabov creò anche un nucleo di ufficiali dell'esercito e della marina aderenti a Narodnaja Volja: Nikolaj Suchanov, Aleksandr Štromberg, Nikolaj Rogačev e Aleksandr Bucevič ne furono le personalità di spicco.
Altra cura di Željabov fu quella di costituire un gruppo di narodovol'cy operanti all'interno dell'Università di Pietroburgo. Il 20 febbraio 1881 fu organizzata una manifestazione durante una cerimonia universitaria presenziata dal ministro dell'Educazione nazionale Andrej Saburov, che fu schiaffeggiato dallo studente Podbel'skij, mentre, tra il pubblico, Željabov e Vera Figner «cercavano di scaldare l'atmosfera». La manifestazione non ebbe però conseguenze significative, a parte l'arresto degli studenti Podbel'skij e Kogan-Bernstejn, un segno della relativa passività della massa studentesca di fronte alle iniziative politiche radicali.
Un problema importante era costituito dal reperimento dei fondi necessari a finanziare l'attività del partito. Željabov progettò una rapina ai danni dell'Ufficio provinciale del Tesoro di Kišinev, dove nel mese di dicembre 1880 egli mandò Merkulov, che operò con Fridenson, Frolenko, la moglie di questi, Tat'jana Lebedeva, e una giovane nobile, Antonina Lisovskaja. Essi scavarono un cunicolo che da un appartamento da loro affittato doveva portare nelle stanze dell'Ufficio, ma il tentativo fu scoperto in tempo.
Željabov prese parte al progetto di attentato contro lo zar che doveva risultare decisivo, quello avvenuto a Pietroburgo il 13 marzo 1881. Era stato previsto di scavare un tunnel che dal pavimento di un negozio appositamente affittato in via Malaja Sadovaja da Bogdanovič e dalla Jakimova, doveva portare fin sotto la strada, dove sarebbero state piazzate cariche di dinamite da far esplodere al momento del passaggio dell'imperatore, che ogni domenica transitava per quella via. Se l'esplosione non fosse stata sufficiente a uccidere lo zar, sarebbero entrati in azione altri quattro narodovol'cy muniti di bombe. Anche Željabov sarebbe stato presente, pronto a intervenire armato di un revolver e di un pugnale.

### L'arresto

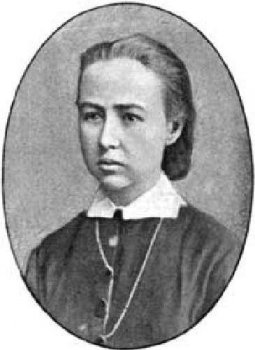
Sof'ja Perovskaja

Željabov scelse gli attentatori - Rysakov, Grinevickij, Michajlov ed Emel'janov - tra i volontari che si erano offerti, e con loro provò nel sobborgo di Pargolovo le bombe confezionate da Kibal'čič. Tutto era ormai pronto, quando la sera dell'11 marzo fu arrestato in una pensione al numero 66 della Prospettiva Nevskij dove era andato a trovare Michail Trigoni, da poco giunto da Odessa. Trigoni era infatti pedinato dalla polizia, messa sulle sue tracce dalle confessioni di Gol'denberg e Okladskij.
Nessuno dei due ebbe tempo e modo di opporre resistenza. Željabov aveva in tasca una pistola e una lettera cifrata di Nečaev, che questi, benché detenuto nella fortezza Pietro e Paolo, era riuscito a far pervenire all'organizzazione. Portato alla cancelleria del governatorato, Željabov fu subito individuato dal procuratore Dobržinskij, che lo conosceva dal tempo del processo dei 193, ed egli ammise soltanto la propria identità e l'appartenenza a Narodnaja Volja. Il giorno dopo, la notizia fu data ad Alessandro II, che l'annotò sul suo diario. La mattina del 13 marzo fu scoperto l'appartamento, ormai vuoto, che Željabov condivideva con Sof'ja Perovskaja: vi furono trovati dei recipienti con tracce di polvere nera.
La Perovskaja, nel primo pomeriggio di quel giorno, guidò gli attentatori che uccisero lo zar lungo il canale Caterina. Morì anche Grinevickij, mentre Rysakov fu catturato. Conosciuta la notizia del successo dell'operazione, dopo un confronto con Rysakov, la notte del 14 marzo Željabov volle assumersi la piena responsabilità del progetto e dell'organizzazione dell'azione alla quale egli avrebbe partecipato personalmente se non lo avesse impedito - scrisse al procuratore generale di Pietroburgo - lo «stupido incidente» del suo arresto. Il 16 marzo fu trasferito dal carcere del dipartimento di polizia alla fortezza Pietro e Paolo.

### Il processo
(Andrej Željabov al processo, in Anna Jakimova, "Il processo di Žejljabov, della Perovskaja e degli altri" )

Nikolaj Rysakov

Le confessioni di Rysakov portarono in pochi giorni all'arresto di Ges'ja Gel'fman, poi di Michajlov. Il 22 marzo veniva catturata Sof'ja Perovskaja, una settimana dopo Kibal'cič. Il 7 aprile si aprì il processo contro Željabov, Perovskaja, Gel'fman, Rysakov, Michajlov e Kibal'čič. Più volte interrotto dal presidente del tribunale Fuks, Željabov tracciò la storia del movimento rivoluzionario degli ultimi anni.
Al principio degli Settanta il movimento socialista russo era del tutto pacifico, «metafisico e sognatore», ma gli ostacoli che la dittatura autocratica gli oppose mise in primo piano la volontà di risvegliare il popolo con l'agitazione: «invece della lotta pacifica ci demmo alla lotta con i fatti». Nel 1878 maturò l'idea di una lotta radicale, ma non era ancora chiaro «il significato della struttura politica per il destino del popolo russo». Nel 1879 fu compresa la necessità di impegnarsi in una lotta a fondo contro il sistema politico. Occorreva giungere «a un rivolgimento violento attraverso una congiura, organizzando a questo scopo le forze rivoluzionarie», e «io mi sforzai di dar vita a un'organizzazione unica, centralizzata, composta di gruppi autonomi, ma che agisse secondo un unico piano comune».
L'esito del processo appariva scontato. Il giovane filosofo Vladimir Solov'ëv, figlio di uno storico famoso, Sergej Michajlovič, durante una conferenza tenuta il 9 aprile fece riferimento al processo e invitò il nuovo zar Alessandro III a perdonare gli imputati. Lo scrittore Tolstoj inviò una lettera: i rivoluzionari - scrisse - «sono persone che odiano l'ordinamento esistente, lo trovano ingiusto, e hanno in mente le basi di un ordinamento futuro». A quel loro ideale, occorreva contrapporre «quello che include anche il loro ideale, l'ideale dell'amore, del perdono, del bene come risposta al male».
Il procuratore del Santo Sinodo e vecchio maestro dello zar, Konstantin Pobedonoscev, si affrettò a intervenire: «Si diffonde ormai tra i russi il timore che possano essere proposte a Vostra Altezza idee perverse che vi convincano a graziare i delinquenti [...] Per amor di Dio, Vostra Altezza, fate non s'insinui nel vostro cuore la voce della lusinga e della fantasticheria». Alessandro III, che non aveva risposto a Tolstoj, rispose a Pobedonoscev: «State tranquillo, nessuno oserà venire da me con simili proposte, e sappiate che tutti e sei saranno impiccati, questo lo garantisco».
Il 12 aprile, la sentenza del Tribunale condannava a morte Željabov, Perovskaja, Gel'fman, Rysakov, Michajlov e Kibal'čič, fissando l'esecuzione alle 9 del mattino del 15 aprile in piazza Semënovskij. L'impiccagione di Ges'ja Gel'fman, in attesa di un bambino, veniva rinviata a tempo indeterminato.

### L'esecuzione

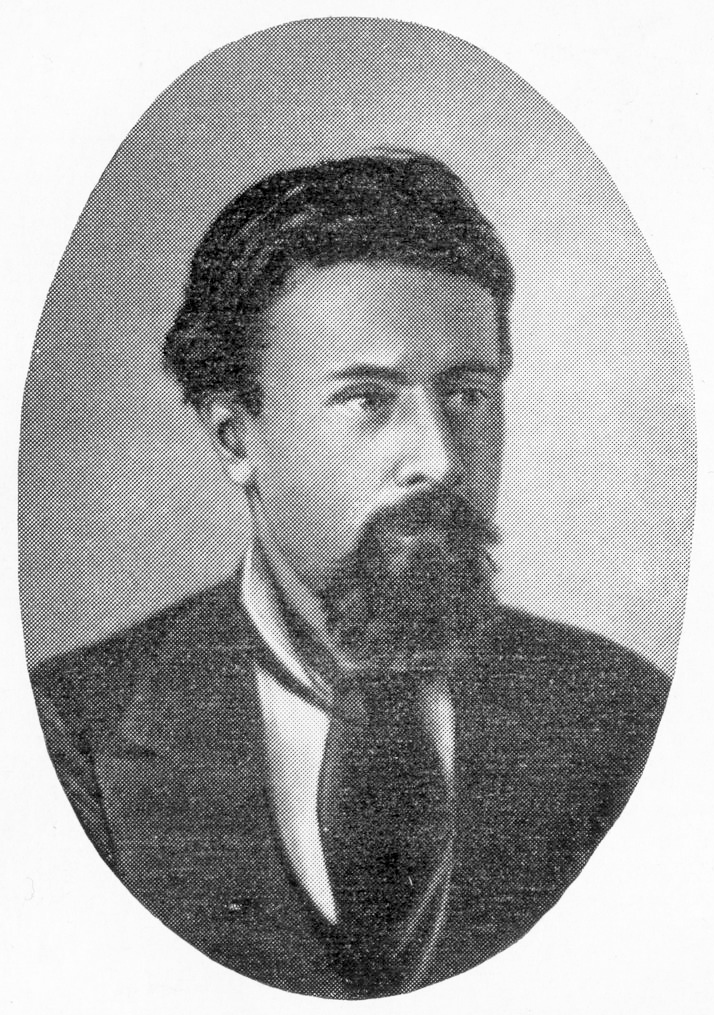
Nikolaj Kibal'čič

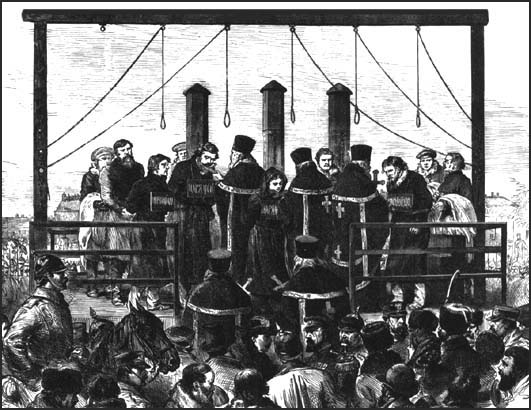
I cinque condannati al patibolo secondo una stampa popolare

La sera del 14 aprile si presentarono nelle celle dei detenuti cinque sacerdoti ortodossi, offrendo la confessione e la comunione, che furono rifiutate da Željabov, da Kibal'čič e dalla Perovskaja. Voci, riprese dal giornale dell'emigrazione russa «Nabat» ma non confermate, diranno poi che quella sera i detenuti furono torturati per cercare di strappare informazioni sui loro compagni in libertà. È certo invece che Rysakov, che già aveva collaborato con gli inquirenti, fece un ultimo tentativo per sfuggire alla morte, promettendo al colonnello della gendarmeria Nikol'skij e al procuratore Dobržinskij nuove informazioni, in cambio di una commutazione della pena, ma inutilmente.
All'alba del 15 aprile i cinque condannati furono svegliati e presero il tè. Furono poi condotti nel cortile, dove li attendevano due carri. Sul primo salirono Željabov e Rysakov. Sof'ja Perovskaja, vedendo il boia Frolov, impallidì e barcollò. Si riprese, e salì sul secondo carro con Michajlov e Kibal'čič. Furono legati braccia, gambe e busto, con un cartello sul petto che li qualificava assassini dello zar. Sof'ja si lamentò della stretta: «Fa male», disse, e il gendarme Jakovlev, che diventerà comandante della fortezza di Šlissel'burg, le rispose: «Dopo sentirai ancora più male».
Un imponente servizio d'ordine scortava i prigionieri, nel timore di colpi di mano di Narodnaja Volja. Le squadre di polizia e di gendarmeria erano state rafforzate con due squadroni di cavalleria e due compagnie di fanteria. Altre compagnie di soldati vigilavano lungo il percorso. Il corteo giunse verso le 9 sulla grande piazza Semënovskij, dove era stato eretto il patibolo, circondato dal reggimento Michajlovskij: 10.000 militari vi erano stati raccolti e una folla compatta, venuta ad assistere all'esecuzione, gremiva la piazza invasa dal sole.

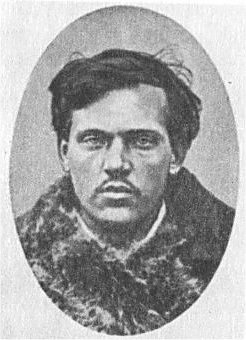
Timofej Michajlov

Alle 9 arrivò il corteo dei condannati, che furono condotti sul patibolo con le mani legate dietro la schiena. Željabov, Kibal'čič e Perovskaja apparivano molto calmi, più nervoso Rysakov, mentre Michajlov aveva un'aria assente. Fu letta la sentenza, poi si avvicinarono i pope, porgendo la croce alle loro labbra. Michajlov, Kibal'čič e Perovskaja la rifiutarono, mentre Željabov la baciò, scuotendo la testa e ridendo, come volesse fare una concessione alla folla. Successivamente la Perovskaja si avvicinò a Michajlov, a Kibal'čič e a Željabov per un estremo saluto, ignorando ostentatamente Rysakov. Sotto l'insistente rullare dei tamburi, ai condannati furono posti dei camicioni di tela bianca e un cappuccio, e il boia avvolse il cappio al collo di Kibal'čič. Per un attimo il cappuccio si sollevò mostrando il suo volto fisso al cielo. Gli fu tolto lo sgabello da sotto i piedi e Kibal'čič morì in pochi secondi.
Fu poi la volta di Michajlov. Per due volte la corda si spezzò immediatamente dal collo del gigantesco Michajlov, che due volte piombò sulla piattaforma con un rumore sinistro che impressionò la folla, che prese a gridare e a inveire invocando la grazia. Il boia gli avvolse allora al collo due cappi. Terza fu Sof'ja Perovskaja, che morì subito: fu la prima donna in Russia a essere giustiziata per motivi politici. Poi fu la volta di Željabov, che stentò a lungo a morire, e per ultimo fu impiccato Rysakov. Alle 9.30 era tutto finito: i tamburi cessarono di rullare e i corpi rimasero ancora appesi per quasi venti minuti, dondolando lentamente al vento. Infine i cadaveri vennero rimossi e sistemati in cinque bare, che furono portate via da due carri. Alle 11 la folla cominciò ad allontanarsi in silenzio dalla piazza.
I cinque pervomartovcy furono sepolti in segreto e senza cerimonie in una fossa comune scavata in un angolo del cimitero della Trasfigurazione, nel quartiere Nevskij di Pietroburgo. La bara di Sof'ja Perovskaja si ruppe cadendo nella fossa, lasciando scorgere il suo vestito a righe. Soltanto con la fine dello zarismo il direttore del cimitero poté raccontare i particolari della sepoltura, poiché al tempo gli era stato imposto il silenzio e fu per anni sorvegliato affinché non rivelasse a nessuno il luogo dell'inumazione. Così non lo rivelò alla madre della Perovskaja, quando questa si presentò nel 1882 chiedendogli di visitare la tomba della figlia. Mostrò invece il luogo molti anni dopo a un gruppo di studenti, che vi deposero una corona di fiori. Tuttavia, uno scavo effettuato successivamente non riuscì a portare alla luce i loro resti.
Alla notizia dell'impiccagione di Željabov, il suocero Jachnenko morì d'infarto. La famiglia fu evitata da tutti e la moglie Ol'ga chiese e ottenne che il figlio assumesse il cognome del nonno materno. Sembra che si sia ridotta in miseria e sia finita a vivere di elemosina.